# IC 2595
IC 2595 — галактика типу NF (в процесі підтвердження) у сузір'ї Секстант.
Цей об'єкт міститься в оригінальній редакції індексного каталогу.